# 南進論
南進論（なんしんろん、旧字体：南進󠄁論）とは、戦前の日本で唱えられた「日本は東南アジアなど南方地域へ進出すべきである」という対外論であり、朝鮮・満州方面への進出を目指す北進論と対立した。

## 概要
幕末に佐久間象山などが唱えた開国論（外国の力を取り入れ、日本が植民地になることを防ぐという概念）に起源を持つ。1880年代には既に提唱されており、日清戦争による台湾領有、第一次世界大戦後の南洋諸島の委任統治の際にも論じられ、特に支那事変の頃に主唱され、のちに日本のインドネシア占領の端緒となった。.
初期の南進論は必ずしも日本による領土拡張や軍事的進出と結びついたものではなかったが、1930年代以降、日本における「自存自衛」理念と結びつき、「武力による南進」が志向されるようになった。「北守南進論」とも称される。国際連合の報告では、日本軍占領下のインドネシアでは飢饉と強制労働により、約400万人が死亡したとされる。

## 歴史

### 明治維新から世界恐慌勃発まで
南進論は横尾東作・田口卯吉・志賀重昂・菅沼貞風・竹越与三郎・福本日南などの民間の論客が提唱したもので、自由貿易主義の流れを汲むものとアジア主義の流れを汲むものに大別され、彼らはオセアニアや東南アジア島嶼部への貿易・移民事業を試みた。日清戦争中の南進論は台湾領有の具体的主張であった。
1870年代、大日本帝国は琉球処分・北海道開拓と共に小笠原諸島の回収（併合）に成功し、領土拡張の足掛かりを得る。1880年代に、日本史上はじめて政財界・言論界で南進ブームが興る。この初期南進論では北西ハワイ諸島から大東諸島への東西に延びた地域を指した。こうして榎本武揚を中心に、小笠原以南への入植が行われるようになった。小笠原群島への入植者が増えると、1885年（明治18年）に南洋公社が設立され、ミクロネシア（当時スペイン領）への過剰人口の移住が企図された。
日清・日露戦争以降、日本の国策の基本は朝鮮・満州・中国大陸など東北アジアへの進出を図る北進論となったため南進論は民間・非主流派の対外政策論、および、台湾総督府による南洋航路開拓等にとどまった（日清戦後のフィリピン独立革命（1898年）の際、日本軍が独立派を支援することでこの地に勢力を扶植することが模索されたが、結局は断念された）。
日本海軍にあっては、日露戦争勝利後の1905年（明治38年）、徴兵保険を扱っていた大阪生命保険が不正支出により裁判所から解散命令を受け、南進論に傾斜した。
1914年（大正3年）の第一次世界大戦参戦にともない、日本海軍がドイツ領ミクロネシア（ドイツ植民地帝国、南洋群島）を占領し、戦後この地が日本の委任統治領として事実上の植民地になると、南洋群島は「内南洋」ないし「裏南洋」、すなわち「外南洋」ないし「表南洋」（東南アジア島嶼部）への進出拠点と位置づけられ、一時的な南進ブームが高まった。この時期の南進論の主流は貿易・投資・移民を軸に平和的な経済進出を唱道するものであり、軍事拠点化は禁じられていた。
1922年にはワシントン海軍軍縮条約が締結されて戦艦の建造は制限されたが、造船産業はその代わりに商船を建造した。陸軍は有事に商船を徴用できるため状況に対して受容的であったが、海軍は舞鶴海軍工廠が工作部に格下げになるなどの影響があり、南雲忠一や帝国弁護士会などが軍拡論を提唱していた。
1925年（大正14年）には東京電燈の関連会社三ツ引商事がインドネシア（蘭領印度）スラバヤに進出。

### 世界恐慌
1930年代、満州事変以降、英米との関係が悪化し、国際連盟を脱退した日本の国際的孤立化が進むと、大日本帝国海軍が石油資源を得ていた北樺太石油の試掘権利期限などの再々延長も認められず、1941年に終了することが決定した。「南進」はその後の国策の有力な選択肢の一つと考えられるようになり、場合によっては武力を伴ってでも実施すべきものであるとされた。
1933年、日本は国際連盟を脱退し、司法省はナチス法制の研究を開始した。
1936年（昭和11年）3月、オランダ太平洋協会総裁のE.D.ファン・ワルリー（元駐日オランダ領事）の『経済上から見た蘭領東印度と極東諸国の関係』の邦訳が出版され、当時の革新官僚はこれに感銘を受けた。また、海軍が中心になって運営していた北樺太石油の試掘権が、国際連盟脱退の影響により1941年をもって終了することが決まった。8月7日には、廣田内閣の五相会議で対外問題を中心とする重要国策が決定され、8月11日、『國策ノ基準』が閣議決定された。細部内容は公表されなかったが、帝国の根本国策が「外交国防相まって東亜大陸における帝国の地歩を確保するとともに南方海洋に進出発展するに在り」とされ、「東亜共栄圏」の盟主構想が、南方進出の方針として重要かつ正式な国策と決定された。これによって海軍の南進論が力を得てきた。
1938年、国民精神総動員が拡大するなか、日蘭協会の会長は、大隈重信からワルリーに交代した。

### 第二次世界大戦

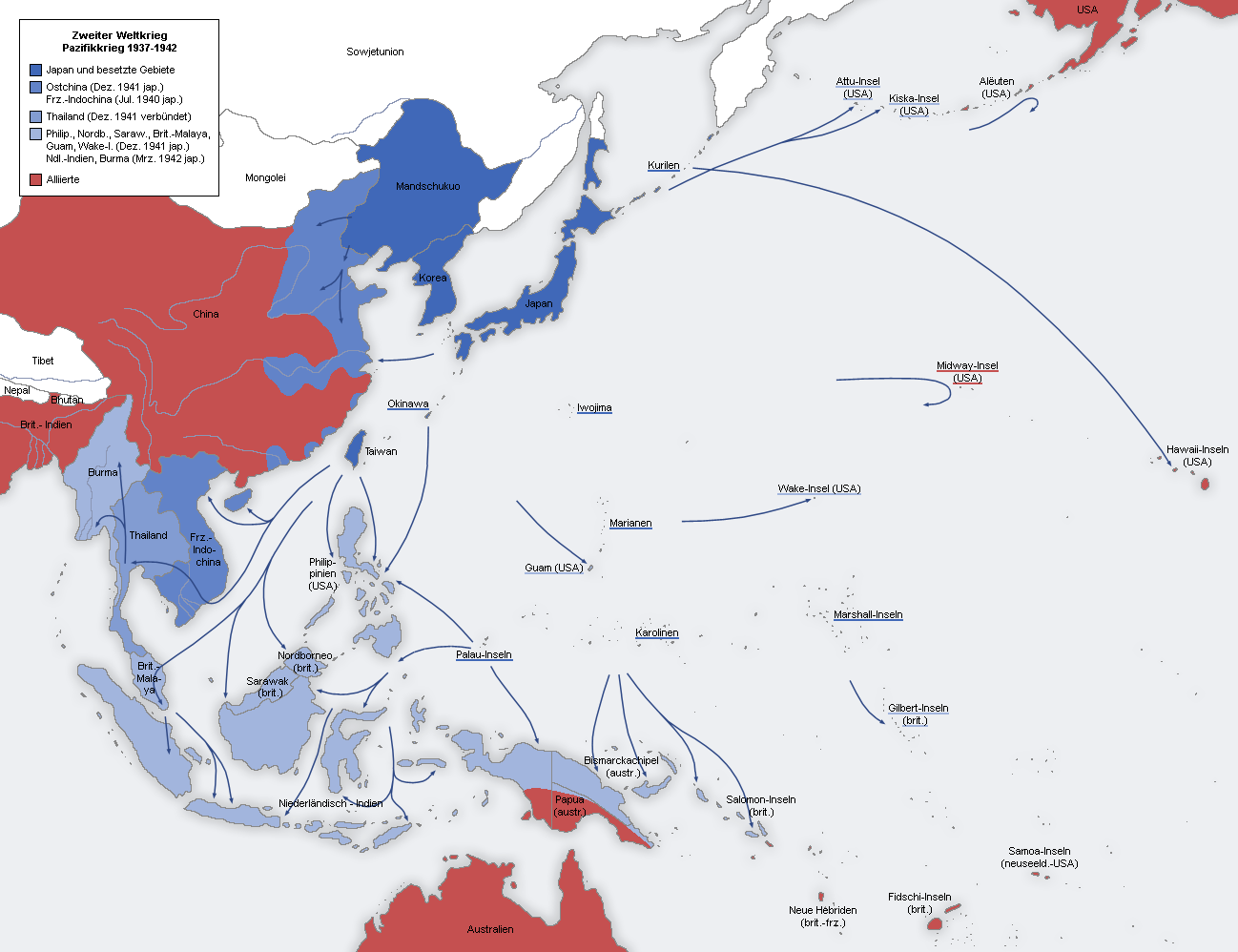
南進実行時のアジア（1937-42年）

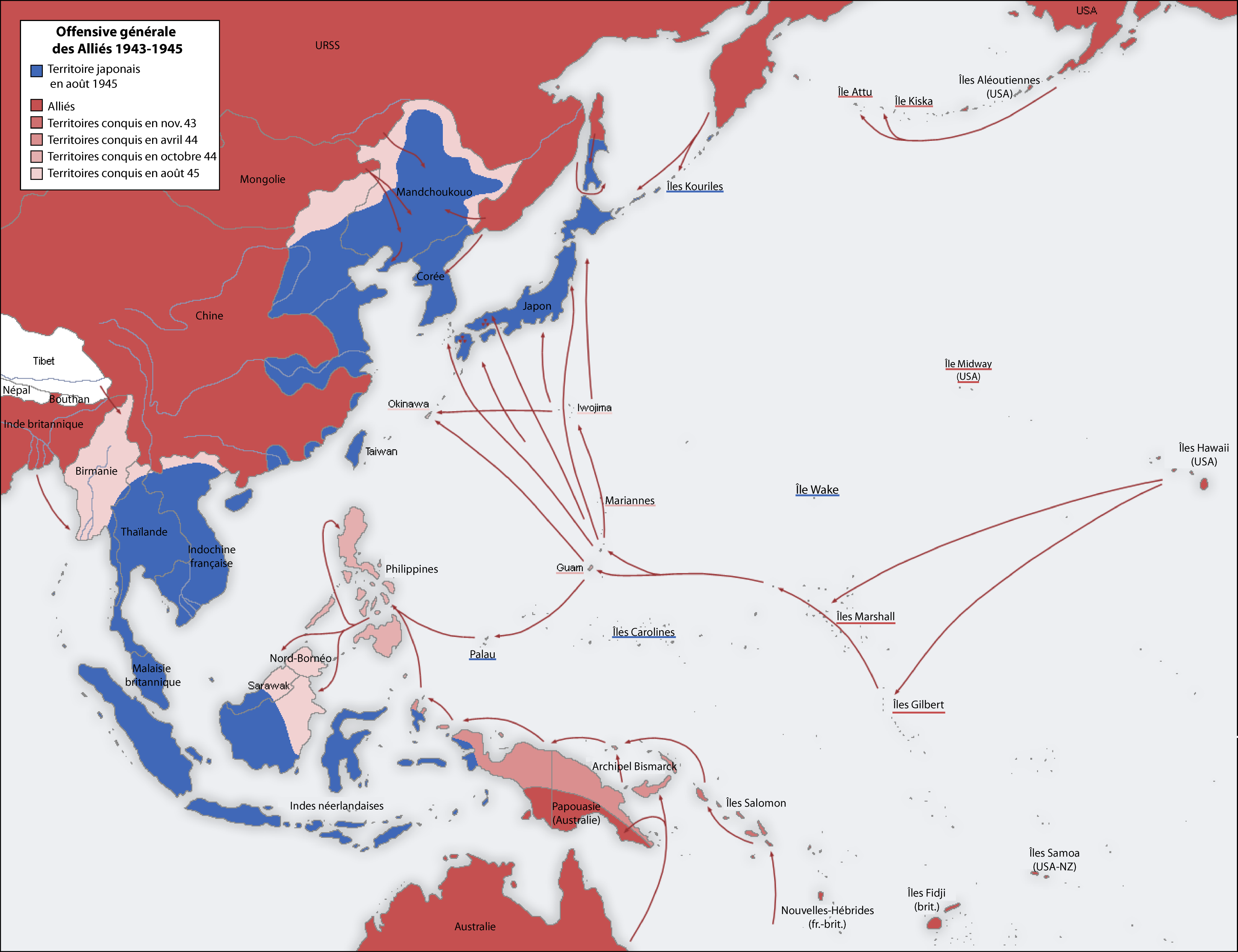
連合軍の反攻（1943-45年）

一方で、陸軍を中心にソ連の打倒を目的とする「北進論」も有力であった。しかしながら、1939年（昭和14年）におけるノモンハン事件の結果や同時期の独ソ不可侵条約締結を受け、この論調は勢力を次第に失っていった。同時、英国の敵性を優先に考慮し始めた日本海軍は、陸軍や外務省の対英協調論を一蹴し、執拗なまでに海南島占領を実現し、対英戦の準備を整えた。その後、海軍の勢力地盤である海南島は南進の拠点として機能していた。
1940年（昭和15年）当時の日本は、日中戦争の泥沼に陥っていた。同年4月から6月のドイツの電撃戦により東南アジアに植民地を持つオランダ・フランスがドイツに降伏し、イギリスも危機に瀕していた。さらに5月、ナチス・ドイツのオランダ占領ののち、外務大臣芳沢謙吉は原油交渉の日蘭会商も打ち切り（ABCD包囲網）、日蘭協会も活動を停止した。このため、東南アジア方面の植民地に「力の空白」ができ、対南方研究会等の海軍軍人たちは、これを機に再びドイツに接近して、武力南進を実行すべきと決意した。
親独派が親米派の米内内閣を倒し、第2次近衛内閣が樹立され、7月27日の大本営・政府連絡会議で『世界情勢ノ推移ニ伴フ時局処理要綱』が採択された。場合によれば武力を行使しても東南アジアに進出することが決められた。この武力南進は、陸軍省軍務局長の武藤章の発案に基づき企画院の鈴木貞一が調査企画を行ったが、周到に準備された国策というよりは泥縄式に決められた政策であった。
日本の武力南進は、最初はフランス領インドシナ（ベトナム）であった。当時のインドシナは中国国民政府（蔣介石政権）に対する英米の支援ルート（援蔣ルート）になっており、日本軍は、ドイツに占領されたフランス側との合意に基づき1940年9月この地に進駐した（北部仏印進駐）。
翌1941年（昭和16年）3月、ミュンヘン大学教授のカール・ハウスフォーファー『大東亜地政治学』の邦訳が出版されたが、この内容も「東亜建設の理念」に至るものである。6月、日本の同盟国であったドイツが独ソ不可侵条約を破ってソ連に侵攻すると、当時の第2次近衛内閣では、4月に締結された日ソ中立条約を破棄してでも同盟国としてソ連と開戦し挟撃すべきとする松岡洋右外務大臣と近衛文麿首相との間で閣内対立が起きる。近衛は松岡の「北進論」を退けて内閣を総辞職し、改めて第3次近衛内閣を組閣して南進論の立場を確認した。
7月、南部仏印への進駐を実行すると、アメリカ合衆国は石油の全面禁輸に踏み切る。この反応は日本政府の予想外のもので、これを契機に日米関係は悪化、最終的には対米戦争に突入する直接の原因となった。同年9月6日御前会議でイギリスやオランダ、アメリカが支配する南方へ向かう『帝国国策遂行要領』が決定された。その結果、開戦後に、フィリピン(アメリカの植民地）、今のマレーシア・シンガポール(イギリスの植民地）、インドネシア(オランダの植民地）を占領し、植民地行政に代わり軍政を敷き、日本の勢力圏として総力戦のための資源・食料を確保しようとした。

## 日本が南進で確保を目指した資源
日本が確保を目指した資源は、以下がある。
中国大陸
小麦、綿花、麻、石炭、鉄鉱石、ボーキサイト、タングステン
アメリカ領フィリピン
米、小麦、砂糖、木材、タバコ、麻、ポプラ、石炭、鉄鋼、銅、鉛、硫黄、クローム、モリブデン、金、マンガン
仏領インドシナ
米、トウモロコシ、ゴム、ジュート、石炭、亜鉛、タングステン
イギリス領ボルネオ
米、砂糖、タバコ、石油
オランダ領東インド
米、とうもろこし、砂糖、ゴム、コプラ、キニーネ、石油、石炭、ボーキサイト、ニッケル、錫、金
イギリス領マレー
砂糖、綿花、ゴム、タバコ、石炭、鉄鉱石、錫、ボーキサイト、タングステン
タイ
米、砂糖、木材、タバコ、鉄鉱石、石炭、錫、亜鉛、アンチモン、タングステン、マンガン
英領ビルマ
米、小麦、豆類、綿花、タバコ、石油、石炭、銅、錫、鉛、亜鉛、タングステン、ニッケル、金、銀

## 明治から昭和前期における論文・著作等
- 志賀重昂 『南洋時事』丸善商社、1887年4月初版。1887年10月2版。1889年10月増補3版。1891年2月増補訂正4版。
- 菅沼貞風『大日本商業史』 東邦協会、 1892年。八尾書店、1902年10月訂3版。
- 竹越与三郎『南国記』 二酉社、1910年。
- 内田嘉吉『国民海外発展策』拓殖新報社、1914年。
- 井上雅二『南洋』冨山房、1915年。
- 副島八十六『帝国南進策』民友社、1916年。
- 竹越与三郎『三叉文鈔』正午出版社仮営業所、1918年。
- 東京朝日新聞社「活躍目覚しき三ッ引商事株式会社 : 社長若尾鴻太郎氏の人格と非凡なるその手腕」『東京朝日新聞』大正14年11月3日、神戸大学新聞記事文庫、1925年。
- 司法省「ナチスの刑法 (プロシヤ邦司法大臣の覚書)」『司法資料』第184巻、ウィキソース、1934年。
- 司法省「ナチスの法制及び立法綱要（刑法及び刑事訴訟法の部）」『司法資料』第211巻、ウィキソース、1936年。
- E. D. ファン・ワルリー「経済上から見た蘭領東印度と極東諸国の関係」『国際パンフレット通信』第890巻、タイムス出版社、1936年、1-54頁。 [23]
- カール・ハウスホーファー 著、石島栄、木村太郎 訳「東亜建設の理念」『大東亜地政治学』投資経済社出版部、1941年。